# Lucidio Sentimenti
Lucidio Sentimenti (1. července 1920 Bomporto, Italské království – 28. listopadu 2014 Turín, Itálie) byl italský fotbalový brankář. Byl označován jako Sentimenti IV., protože ještě čtyři bratry: Ennia (I), Arnalda (II), Vittoria (III) a Prima (V). Dne 8. září 2011 byl nejstarším žijícím fotbalistou, kterému Juventus udělil hvězdu na chodníku slávy na Juventus Stadium.
Svou kariéru započal v Modeně, kde zůstal do roku 1942, když přestoupil do Juventusu, kde hrál jeho bratr Vittorio. V dresu bianconeri hrál i v poli a vstřelil dvě branky. V Juventusu zůstal do roku 1949. Odešel do Lazia a opět v klubu působil s bratrem Vittoriem i s Primem. Za pět sezon odehrál 170 utkání a jako brankář vstřelil tři branky z penalt. Od roku 1954 na tři roky působil ve Vicenze a po krátkém působení v Turíně v roce 1959, ukončil kariéru v regionální lize v klubu Cenisia v roce 1960.
Za reprezentaci odchytal devět utkání a obdržel 21 branek. Odehrál jedno utkání na MS 1950 proti Švédsku (2:3).

## Hráčská statistika
| Sezóna  | Klub     | Liga      | Liga   | Liga       | Ligové poháry | Ligové poháry | Ligové poháry | Kontinentální poháry | Kontinentální poháry | Kontinentální poháry | Celkem | Celkem   |
| Sezóna  | Klub     | Soutěž    | Zápasy | Obdr. Góly | Soutěž        | Zápasy        | Góly          | Soutěž               | Zápasy               | Góly                 | Zápasy | Góly     |
| ------- | -------- | --------- | ------ | ---------- | ------------- | ------------- | ------------- | -------------------- | -------------------- | -------------------- | ------ | -------- |
| 1938/39 | Modena   | Serie A   | 11     | -18        | IP            | 3             | -5, 1         | -                    | 0                    | -0                   | 14     | -23, 1   |
| 1939/40 | Modena   | Serie A   | 26     | -33        | IP            | 2             | -3            | -                    | 0                    | -0                   | 28     | -36      |
| 1940/41 | Modena   | Serie B   | 33     | -?         | -             | 0             | -0            | -                    | 0                    | -0                   | 33     | -?       |
| 1941/42 | Modena   | Serie A   | 16     | -27, 1     | IP            | 1             | -0            | -                    | 0                    | -0                   | 17     | -27, 1   |
| 1942/43 | Juventus | Serie A   | 22     | -35        | IP            | 2             | -4            | -                    | 0                    | -0                   | 24     | -39      |
| 1945/46 | Juventus | 1. divize | 39     | -31, 1     | -             | 0             | -0            | -                    | 0                    | -0                   | 25     | -31, 1   |
| 1946/47 | Juventus | Serie A   | 37     | -37        | -             | 0             | -0            | -                    | 0                    | -0                   | 37     | -37      |
| 1947/48 | Juventus | Serie A   | 34     | -42, 1     | -             | 0             | -0            | -                    | 0                    | -0                   | 34     | -42, 1   |
| 1948/49 | Juventus | Serie A   | 36     | -42        | -             | 0             | -0            | -                    | 0                    | -0                   | 36     | -42      |
| 1949/50 | Lazio    | Serie A   | 37     | -43        | -             | 0             | -0            | -                    | 0                    | -0                   | 37     | -43      |
| 1950/51 | Lazio    | Serie A   | 38     | -50        | -             | 0             | -0            | -                    | 0                    | -0                   | 38     | -50      |
| 1951/52 | Lazio    | Serie A   | 38     | -49, 1     | -             | 0             | -0            | -                    | 0                    | -0                   | 38     | -49, 1   |
| 1952/53 | Lazio    | Serie A   | 32     | -40, 2     | -             | 0             | -0            | -                    | 0                    | -0                   | 32     | -40, 2   |
| 1953/54 | Lazio    | Serie A   | 25     | -31        | -             | 0             | -0            | -                    | 0                    | -0                   | 25     | -31      |
| 1954/55 | Vicenza  | Serie B   | 34     | -21        | -             | 0             | -0            | -                    | 0                    | -0                   | 34     | -21      |
| 1955/56 | Vicenza  | Serie A   | 24     | -27        | -             | 0             | -0            | -                    | 0                    | -0                   | 24     | -27      |
| 1956/57 | Vicenza  | Serie A   | 24     | -34        | -             | 0             | -0            | -                    | 0                    | -0                   | 24     | -34      |
| 1958/59 | Turín    | Serie A   | 4      | -11        | -             | 0             | -0            | -                    | 0                    | -0                   | 4      | -11      |
| Celkově | Celkově  | Celkově   | 477    | -571, 6    | -             | 8             | -12, 1        | -                    | 2                    | -7                   | 487    | -590+, 7 |

## Úspěchy

### Klubové
- 1× vítěz 2. italské ligy (1954/55)

### Reprezentační
- 1× na MS (1950)
- 1× na MP (1948–1953)